# Polystalactica paulula
Polystalactica paulula är en skalbaggsart som beskrevs av Hermann Julius Kolbe 1914. Polystalactica paulula ingår i släktet Polystalactica och familjen Cetoniidae. Utöver nominatformen finns också underarten P. p. ukerewia.